# خوزه لوئیس بورائو
خوزه لوئیس بورائو (اسپانیایی: José Luis Borau‎؛ ‏ ۸ اوت ۱۹۲۹ – ۱۲ نوامبر ۲۰۱۲) تهیه‌کننده فیلم، کارگردان، فیلم‌نامه‌نویس و نویسنده اهل اسپانیا بود.
از فیلم‌های او می‌توان به همگی به‌سوی زندان و دایه عزیز اشاره کرد.